# Накхонсаван
Накхонсаван або Наконсаван (тай. นครสวรรค์) — місто в центральній частині Таїланду, адміністративний центр однойменної провінції.

## Економіка і транспорт
У Накхонсавані розташовані підприємства з переробки рису, а також з виробництва лісоматеріалів і паперу. На навколишніх полях вирощують рис, бобові культури, кукурудзу, бавовну, джут і кунжут. Також в околицях міста розташований аеропорт (ICAO: VTPN).